# Куффо (департамент)
Куффо (фр. Couffo) — департамент Беніну. Знаходиться в південній частині країни. Адміністративний центр - місто Догбо-Тота.

## Географія
Межує з Того на заході, з департаментом Зу на сході, на південному сході - з департаментом Атлантичний, на півдні - з департаментом Моно.

## Адміністративний поділ

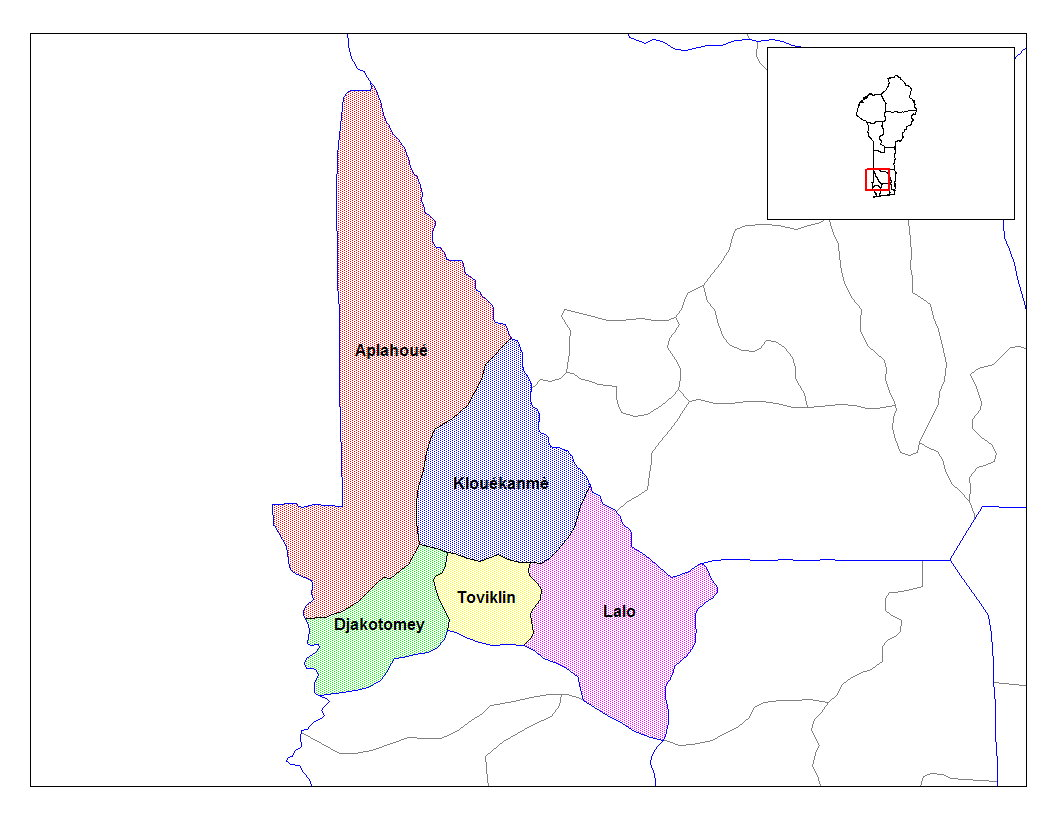
Комуни департаменту Куффо.

Включає 5 комун:
- Аплауе (фр. Aplahoué)
- Джакотомей (фр. Djakotomey)
- Клуеканме (фр. Klouékanmè)
- Лало (фр. Lalo)
- Товіклін (фр. Toviklin)